# روابط ارمنستان و اندونزی
روابط ارمنستان و اندونزی به روابط خارجی ارمنستان و اندونزی اشاره دارد. هر دو کشور عضو بانک توسعه آسیایی، سازمان تجارت جهانی و سازمان ملل هستند. روابط دیپلماتیک بین ارمنستان و اندونزی از سال ۱۹۹۲ برقرار شده است. این دو کشور بر اهمیت همکاری‌های بین‌المللی تأکید دارند و در مجامع بین‌المللی نظیر سازمان ملل متحد و دیگر نهادهای جهانی همکاری می‌کنند. این روابط به‌طور کلی بر پایه احترام متقابل و منافع مشترک بنا شده است. هر دو کشور به دنبال تقویت روابط سیاسی و اقتصادی خود هستند و در این راستا، تبادل هیئت‌ها و مذاکرات دیپلماتیک را انجام می‌دهند.

## تاریخچه
در ۲۲ سپتامبر ۱۹۹۲، روابط دیپلماتیک بین اندونزی و ارمنستان برقرار شد. با وجود این، اندونزی از موضع جمهوری آذربایجان در مورد مناقشه قره باغ کوهستانی در مجامع بین‌المللی حمایت می‌کند.
دو کشور یک مجمع مشورتی دوجانبه ایجاد کردند و در ۱۲ اکتبر ۲۰۰۵ توافقنامه اجتناب از مالیات مضاعف را امضا کردند. دو کشور در ۸ اوت ۲۰۱۲ قرارداد همکاری اقتصادی، علمی و فناوری را امضا کردند. توافقنامه همکاری در زمینه آموزش و آموزش عالی بین دو کشور در ۱ نوامبر ۲۰۱۶ امضا شد.
به مناسبت بیست و پنجمین سالگرد برقراری روابط دیپلماتیک بین ارمنستان و اندونزی، ادوارد نالباندیان وزیر امور خارجه ارمنستان و رتنو مارسودی وزیر امور خارجه اندونزی در تاریخ ۱۶ سپتامبر ۲۰۱۷ نامه‌هایی را مبادله کردند. به گفته نعلبندیان، در طول ۲۵ سال گذشته، پایه محکمی برای رشد روابط بین دو کشور و تشویق روابط دوستانه بین دو ملت ایجاد شده است. وزیر مرسودی اظهار داشت که مطمئن است بیست و پنجمین سالگرد آغاز روابط دیپلماتیک، رونق تازه ای برای تعمیق دوستی و همکاری بین دو ملت خواهد بود.
جوکو ویدودو رئیس‌جمهور اندونزی در ۱۳ ژانویه ۲۰۲۰ در دیدار دوجانبه ابوظبی با آرمن سرکیسیان رئیس‌جمهور ارمنستان اعلام کرد که روابط تاریخی دیرینه دو ملت بین آنها باید در قالب یک مشارکت متقابل دوجانبه تقویت شود. وی همچنین افزایش همکاری بین ارمنستان و اندونزی در زمینه فناوری اطلاعات (IT) را در اولویت قرار داد.
وزرای امور خارجه ارمنستان و جمهوری اندونزی در ۲۲ سپتامبر ۲۰۲۲ پیام‌هایی را به مناسبت سی امین سالگرد برقراری روابط دیپلماتیک دو کشور مبادله کردند. آرارات میرزویان وزیر امور خارجه ارمنستان بر گسترش روابط همکاری در دو مجامع دوجانبه و چندجانبه تأکید کرد. وی ابراز خوش‌بینی کرد که با تلاش‌های هماهنگ، همکاری ارمنستان و اندونزی می‌تواند به سطح جدیدی برسد. طرف اندونزیایی برای همکاری در چارچوب پارامترهای توافقنامه تجارت آزاد که اندونزی و اتحادیه اقتصادی اوراسیا در نهایت نهایی خواهند کرد، و همچنین ارتباطات محکم تر در زمینه تجارت و فناوری اطلاعات ارزش قائل است.
رئیس‌جمهور ارمنستان، واهاگن خاچاتوریان، در تاریخ ۱۵ نوامبر ۲۰۲۳ اعتبار نامه ای از جوکو ویدودو، رئیس‌جمهور اندونزی در اقامتگاه ریاست‌جمهوری جمهوری ارمنستان از سوی آریف باسالامه، سفیر اندونزی در اوکراین دریافت کرد. رئیس‌جمهور ارمنستان به دنبال تقویت همکاری اقتصادی اندونزی و ارمنستان است. سفیر اندونزی همچنین بر تعهد خود برای ترویج افزایش سرمایه‌گذاری و تجارت تأکید کرد. یکی از راه‌هایی که او قصد دارد این کار را انجام دهد میزبانی از انجمن‌های تجاری منظم در اندونزی است، مانند مجمع تجاری اندونزی - اروپا و نمایشگاه تجاری اندونزی، که رویدادهای سالانه با هدف بررسی چشم‌اندازهای تجارت و سرمایه‌گذاری بین دو کشور و مشارکت تجار ارمنی است.

## تجارت و سرمایه‌گذاری
حجم تجارت بین ارمنستان و اندونزی هنوز پایین است، اما در سال‌های اخیر تلاش‌هایی برای افزایش این مبادلات صورت گرفته است. ارمنستان به‌عنوان یک کشور در حال توسعه، دارای فرصت‌های زیادی در زمینه‌های مختلف اقتصادی است. اندونزی به‌عنوان یکی از بزرگ‌ترین اقتصادهای جنوب شرق آسیا، می‌تواند به‌عنوان یک شریک تجاری مهم برای ارمنستان عمل کند. زمینه‌هایی مانند کشاورزی، فناوری اطلاعات و گردشگری می‌توانند فرصت‌های مناسبی برای سرمایه‌گذاری ایجاد کنند.
در سال ۲۰۱۸، تجارت بین دو کشور به حدود ۲۷ میلیون دلار رسید. ارمنستان در سال ۲۰۲۱ حدود ۸۹۱ هزار دلار به اندونزی کالا صادر کرد. فروآلیاژها (۴۱٫۲ هزار دلار)، روغن زیتون خالص (۲۳٫۴ هزار دلار) و سایر فرآورده‌های خوراکی (۷۷۳ هزار دلار) بزرگ‌ترین صادرات ارمنستان به اندونزی هستند. صادرات ارمنستان به اندونزی با نرخ سالانه ۹٫۶۷ درصد در ۲۴ سال گذشته از ۹۷٫۱ هزار دلار در سال ۱۹۹۷ به ۸۹۱ هزار دلار در سال ۲۰۲۱ افزایش یافته است.
اندونزی در سال ۲۰۲۱ حدود ۱۸٫۹ میلیون دلار به ارمنستان صادر داشته است. قهوه (۱۰٫۹ میلیون دلار)، ورقه‌های پلاستیکی خام (۱٫۵۱ میلیون دلار) و ماشین آلات پردازش سنگ (۱٫۴۹ میلیون دلار) بزرگ‌ترین صادرات اندونزی به ارمنستان بودند. صادرات اندونزی به ارمنستان با نرخ سالانه ۲۱٫۵ درصد در ۲۴ سال گذشته از ۱۷۵ هزار دلار در سال ۱۹۹۷ به ۱۸٫۹ میلیون دلار در سال ۲۰۲۱ افزایش یافته است.

## سفارت
ارمنستان در جاکارتا سفارت دارد. سفارت ارمنستان در اندونزی به عنوان نمایندگی دیپلماتیک این کشور در جاکارتا فعالیت می‌کند. این سفارت مسئولیت برقراری و تقویت روابط سیاسی، اقتصادی و فرهنگی بین ارمنستان و اندونزی را بر عهده دارد. همچنین، این سفارت به ارائه خدمات کنسولی به شهروندان ارمنی مقیم اندونزی و تسهیل همکاری‌های تجاری و فرهنگی کمک می‌کند. اندونزی هیچ حضور دیپلماتیکی در ارمنستان ندارد. در عوض، سفارت این کشور در کیف در ارمنستان معتبر است. با این وجود، اندونزی یک کنسولگری افتخاری در ایروان دارد. با این حال، در حالی که دو کشور به دنبال راه‌هایی برای بهبود روابط دوجانبه خود هستند، ارمنستان اندونزی را برای افتتاح سفارت خود در ایروان تحت فشار قرار داده است.